# 弥勒密寺

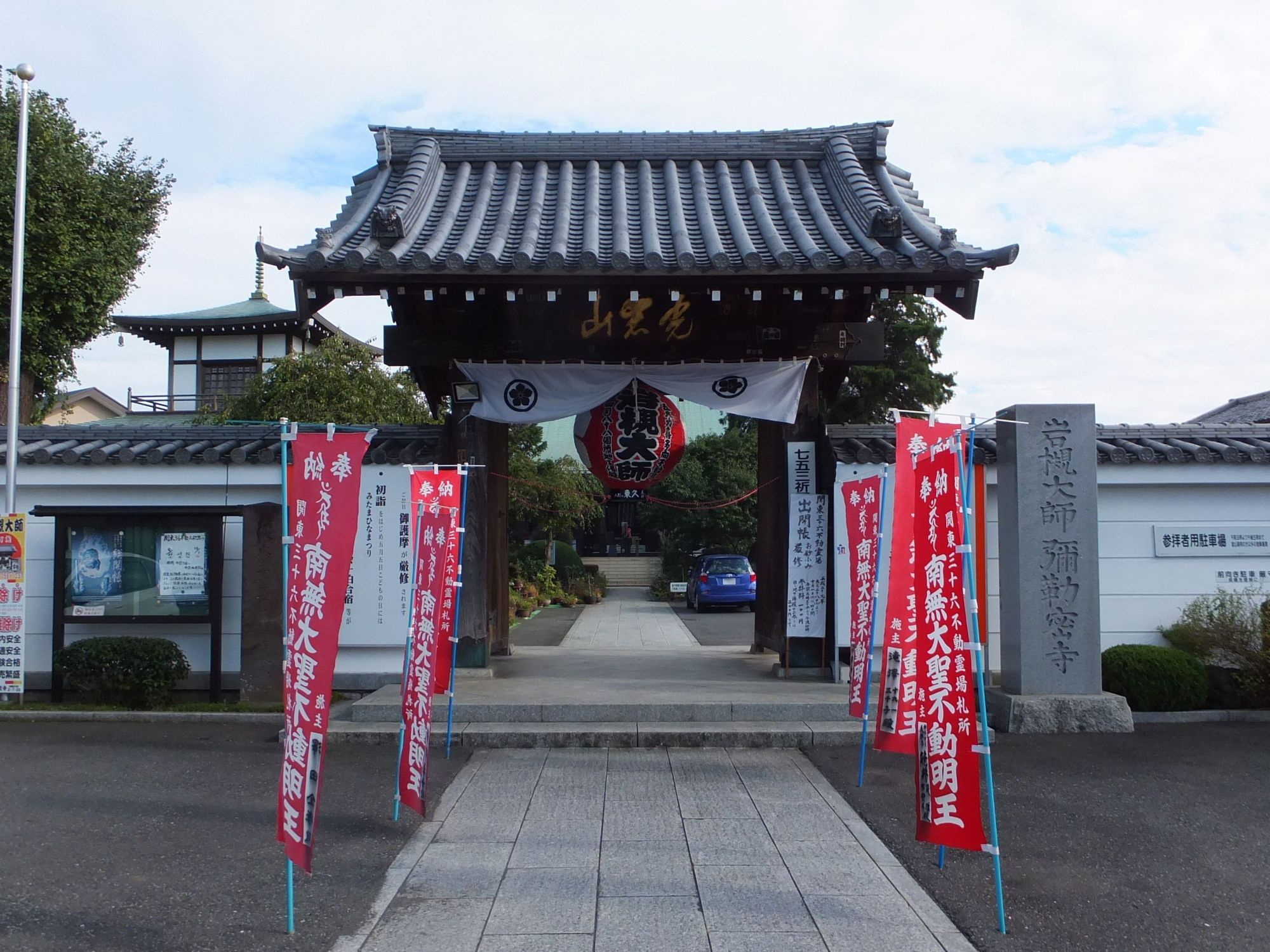
山門

弥勒密寺（みろくみつじ、旧字体：彌勒密寺）は、埼玉県さいたま市岩槻区本町にある真言宗智山派の寺院。

## 歴史
774年（宝亀5年）、開成によって開山された。開成は光仁天皇の子で、桓武天皇の庶兄である。巡錫の途中、当地に立ち寄り、疫病に苦しむ衆生を救済するために弥勒菩薩を安置して寺を創建した。これが当寺の由来である。
807年（大同2年）、弘法大師空海が巡錫した折に、本尊の不動明王を始めとする仏像5体を彫り、安置した。これらの由来により、岩槻の古刹として栄えたという。
1246年（寛元4年）、六波羅探題を務めた北条重時によって梵鐘が寄進されている。
かつては数か寺の末寺を擁していたが、明治初期の廃仏毀釈により、現在は本町の西光寺（安養山（阿）彌陀院西光密寺）しか残っていない。
昭和後期より改修に着手し、1978年（昭和53年）に鉄筋コンクリート造の本堂を建立、1985年（昭和60年）にその他の建物を改築した。

## 交通アクセス
- 岩槻駅より徒歩18分。